# Aéroport de Ouagadougou-Donsin

L'aéroport de Ouagadougou-Donsin est un aéroport international situé à Donsin (Loumbila), 35 km au nord de Ouagadougou. Il remplacera courant 2025 l’ancien aéroport international Ouagadougou.

## Histoire
L'aéroport actuel Ouagadougou-Thomas-Sankara a été construit dans les années 1960 et est situé dans la zone urbaine de Ouagadougou, créant de la pollution et des dangers. Au milieu des années 2010, un plan pour construire un nouvel aéroport a été lancé pour le remplacer. Le site qui a été choisi se trouve dans la région du village de Donsin, à environ 35 kilomètres au nord de Ouagadougou. La gestion du projet est assurée par Maîtrise d'Ouvrage de l'Aéroport de Donsin (MOAD). Suite à des retards, la construction a commencé en septembre 2021.

## Situation
| Ouagadougou Bobo-Dioulasso |

## Compagnies aériennes et destinations
| Compagnies         | Destinations |
| ------------------ | --- |
| Air Algérie        | Alger-Houari-Boumédiène |
| Air Burkina        | - Abidjan-F.-H.-Boigny, - Accra-Kotoka, - Bamako-M. Keïta, - Bobo-Dioulasso, - Cotonou, - Dakar-B. Diagne, - Lomé-G. Eyadéma, - Niamey-D. Hamani |
| Air Côte d'Ivoire  | Abidjan-F.-H.-Boigny |
| Air France         | Accra-Kotoka, Paris-Charles de Gaulle |
| Air Senegal        | Dakar-B. Diagne |
| ASKY Airlines      | Conakry, Lomé-G. Eyadéma, Niamey-D. Hamani |
| Brussels Airlines  | Bruxelles-National |
| Ethiopian Airlines | Addis-Abeba Bole, Conakry, Niamey-D. Hamani |
| Royal Air Maroc    | Casablanca-Mohammed-V |
| Tunisair           | Abidjan-F.-H.-Boigny, Tunis-Carthage |
| Turkish Airlines   | Conakry, Freetown-Lungi, Istanbul |